# Obywatelski Komitet Ratowania Krakowa
Obywatelski Komitet Ratowania Krakowa (OKRK) – stowarzyszenie zarejestrowane w listopadzie 1981 w Krakowie, powstałe z inicjatywy krakowskich środowisk twórczych w celu ratowania i ochrony zabytkowej struktury miasta.

## Historia
Powstanie Obywatelskiego Komitetu Ratowania Krakowa zainicjowano w lipcu 1981 podczas zebrania dziennikarzy, artystów i ludzi nauki w Domu Plastyków przy ul. Łobzowskiej w Krakowie, w atmosferze dokonujących się wówczas w kraju przemian społecznych i politycznych. 
Od samego początku w Radzie OKRK działali m.in. Jerzy Banach, Halina Barycz, Andrzej Basista, Zbigniew Beiersdorf, Andrzej Biegun, Janusz Bogdanowski, Tadeusz Chrzanowski, Grzegorz Ćmikiewicz, Maria Dayczak-Domanasiewicz, Antoni Leon Dawidowicz, Stanisław Dąbrowa-Kostka, Stanisław Grodziski, Krzysztof Gacek, Adam Guła, Zygmunt Holcer, Mirosław Holewiński, Józef Jachimski, Attilla Jamrozik, Kazimierz Kisielewski, Janusz Kopczyński, Zofia Kolarzowska-Sanakiewicz, Zbigniew Kordecki, Mikołaj Kornecki, Marian Kornecki, Andrzej Kopff, Aleksander Krawczuk, Bogusław Krasnowolski, Władysław Krejcza, Tadeusz Lubomir Kubica (przewodniczący OKRK), Ryszard Kucharski, Włodzimierz Kunz, Emil Luchter, Jerzy Madeyski, Jan Marian Małecki, Andrzej Manecki, Michał Odlanicki-Poczobutt, Jan Piotrowski, Ireneusz Płuska, Stanisław Raduński, Jan Władysław Rączka, Teresa Stanisławska-Adamczewska, Władysław Slesiński, Leszek Wajda, Jerzy Wyrozumski, Andrzej Wyżykowski, Marian Tyrowicz, Jerzy Zalasiński, Władysław Zalewski, Marian Zgórniak, Marek Żukow-Karczewski (sekretarz OKRK). 
Działalność OKRK miała skupiać się na powstrzymaniu gwałtownie postępującej degradacji substancji zabytkowej Krakowa. W tym celu powołano 6 komisji problemowych, pośród których największe znaczenie uzyskała Komisja ds. Ratowania Cmentarzy Krakowa i Ziemi Krakowskiej, działająca pod przewodnictwem prof. Aleksandra Krawczuka z Markiem Żukow-Karczewskim jako sekretarzem. Komisja ta zorganizowała w dniu Wszystkich Świętych 1981 roku pierwszą kwestę na cmentarzu Rakowickim, z której dochód (460 tys. 300 zł) przeznaczono na konserwację zabytkowych nagrobków. W następnych latach akcją kwestarską objęto również inne krakowskie cmentarze. Do 1989 zebrano łącznie 14,5 mln zł, co pozwoliło odrestaurować ok. 50 pomników nagrobnych.
OKRK występował i występuje z licznymi apelami i inicjatywami w istotnych dla Krakowa sprawach tyczących się ochrony zabytków i środowiska oraz walorów krajobrazowych miasta.
Pierwszą oficjalną siedzibą OKRK był lokal użyczony przez Towarzystwo Miłośników Historii i Zabytków Krakowa w budynku Muzeum Historycznego Miasta Krakowa przy ul. św. Jana.